# Ed O’Bannon
Edward Charles O’Bannon Jr. (ur. 14 sierpnia 1972 w Los Angeles) – amerykański koszykarz, występujący na pozycji silnego skrzydłowego.
W 1990 wystąpił w meczu gwiazd amerykańskich szkół średnich - McDonald’s All-American.
Edward jest starszym bratem Charlesa O’Bannona. Był członkiem uniwersyteckiej drużyny UCLA. Razem ze swoim bratem grali w parze, co doprowadziło ich do mistrzostwa, a Edwardowi przypadł tytuł najlepszego zawodnika turnieju finałowego (NCAA Tournament MOP). Z nr 9. został wybrany w pierwszej rundzie draftu przez zespół New Jersey Nets. Po roku gry przeniósł się do innego klubu występującego w NBA – Dallas Mavericks.
Zawiedziony brakiem sukcesów postanowił sprawdzić swoje umiejętności w lidze CBA. Następnie występował na europejskich parkietach we Włoszech, Hiszpanii i Grecji. Szczęścia próbował także w lidze argentyńskiej. W sezonie 2000/2001 występował w lidze ABA w zespole Los Angeles Stars. Zdobywał w meczach po kilkadziesiąt punktów, a także miał tyle zbiórek.
W sezonie 2001/2002 trafił do Anwilu Włocławek, następny sezon spędził w warszawskiej Polonii. Ostatni sezon w swojej karierze 2003/2004 zagrał w Astorii Bydgoszcz.

## Osiągnięcia
Na podstawie, o ile nie zaznaczono inaczej.

### NCAA
- Mistrz NCAA (1995)[4]
- Uczestnik rozgrywek:
  - Elite Eight turnieju NCAA (1992, 1995)
  - rundy 32 turnieju NCAA (1992, 1993, 1995)
  - turnieju NCAA (1992–1995)
- Mistrz sezonu regularnego konferencji PAC 10 (1992, 1995)
- Koszykarz Roku:
  - NCAA:
    - im. Woodena (1995)[5]
    - według: 
      - USBWA (1995)[6]
      - Basketball Times (1995)

  - konferencji Pac-10 (1995 wspólnie z Damonem Stoudamirem)[7]
- Most Outstanding Player (MOP=MVP) turnieju NCAA (1995)[2]
- Wybrany do:
  - I składu:
    - All-American (1995)
    - Pac-10 (1993–1995)
    - NCAA Final Four (1995 przez Associated Press)[8]

  - Galerii Sław UCLA - UCLA Athletics Hall of Fame (2005)
  - Pac-12 Conference Hall of Honor (2012)
- Uczelnia UCLA zastrzegła należący do niego numer 31

### Reprezentacja
- Mistrz:
  - Uniwersjady (1993)[9]
  - Ameryki U–19 (1990)[10]